# Dan Doherty
Dan Doherty was vanaf de opening op 7 april 1877 algemeen manager van het Gem Theater in Deadwood, South Dakota. Doherty was de rechterhand van Al Swearengen. In 1879 opende hij met Johnny Cooley zijn eigen saloon.
Eind jaren 1880 verliet hij Deadwood voor Nevada.
In de televisieserie Deadwood, gebaseerd op het Deadwood van de jaren 1870, wordt Doherty's rol gespeeld door W. Earl Brown.